# Église du Sacré-Cœur (Le Blanc-Mesnil)
L'église du Sacré-Cœur située avenue Clemenceau au Blanc-Mesnil est une église de Seine-Saint-Denis affectée au culte orthodoxe,.

## Historique
L'église fut édifiée en 1930 afin de servir de paroisse à la cité-jardin de l'avenue Jean-Bouin et à la zone pavillonnaire du Sud de la commune, construites en 1930-1933 et qui ne disposaient pas encore de lieux de culte.
Elle est aujourd'hui dévolue à l'Église grec-orthodoxe d'Antioche et elle constitue la paroisse orthodoxe des Saints Archanges Michel et Gabriel.

## Description
Elle est à nef unique avec un petit clocheton en haut de son pignon et construite en béton et en briques. Le décor de la façade est fait de croisillons de briques rouges formant un réseau de losanges, et d'arcs imitant des voussures. Sur le tympan au-dessus du petit portail un buste est sculpté représentant le Sacré-Cœur les bras ouverts.

## Paroisse
Le curé de la paroisse est le père Jonas Nadim Maalouf.